# Шайдомка
Шайдомка — река в России, протекает по Кондопожскому району Республики Карелия.
Вытекает из Шайдомозера западнее деревни Шайдомы. Устье реки находится в по левому берегу реки Елгамка, в 0,6 км от её впадения в Лижмозеро. Длина реки составляет 6,2 км, площадь водосборного бассейна 135 км².
К бассейну Шайдомки относится озеро Терскина Ламбина.

## Данные водного реестра
По данным государственного водного реестра России относится к Балтийскому бассейновому округу, водохозяйственный участок реки — Бассейн Онежского озера без рр. Шуя, Суна, Водла и Вытегра, речной подбассейн реки — Свирь (включая реки бассейна Онежского озера). Относится к речному бассейну реки Нева (включая бассейны рек Онежского и Ладожского озера).
Код объекта в государственном водном реестре — 01040100612102000015419.